# Mekongina lancangensis
Mekongina lancangensis és una espècie de peix de la família dels ciprínids i de l'ordre dels cipriniformes.
Els poden assolir 5,8 cm de longitud. És un peix d'aigua dolça i de clima tropical, endèmic de la Xina.